# دهقان‌آباد (حصار)
دهقان‌آباد (به خط تاجیکی: ҷамоати деҳоти Деҳқонобод) جماعت دهات و روستایی در کشور تاجیکستان است که در ناحیهٔ حصار ناحیه‌های تابع جمهوری قرار دارد. جمعیت این جماعت ۲۴٬۹۰۹ است.

## لیست دهات تابعه
- - امینیان (Аминиён)[سابقا بسی‌مس / Бессимас]
- بغلک (Бағалак)
- چنچنار (Чилчинор)
- خواجه‌موسی‌ (Хоҷамӯсо)
- دهقان‌آباد (Деҳқонобод)
- شادمان (Шодмон)
- صادقی (Содиқӣ)
- گچک (Гачак)
- لته‌بند (Латтабанд)
- لنگر (Лангар)
- مؤمن‌آباد (Муъминобод)[سابقا قل‌مونده / Қулмунда]